# بطحا
بطحا قرية لبنانية في قضاء كسروان، محافظة جبل لبنان. تعلو عن سطح البحر ما بين 500 و650 متر.